# Општина Факаени (Јаломица)
Факаени (рум. Făcăeni) општина је у Румунији у округу Јаломица.
Oпштина се налази на надморској висини од 18 m.